# Sanadinovo
Sanadinovo (bulgariska: Санадиново) är ett distrikt i Bulgarien.   Det ligger i kommunen Obsjtina Nikopol och regionen Pleven, i den centrala delen av landet, 160 km nordost om huvudstaden Sofia.
Trakten runt Sanadinovo består till största delen av jordbruksmark. Runt Sanadinovo är det ganska tätbefolkat, med 58 invånare per kvadratkilometer.